# Delouze-Rosières
Delouze-Rosières is een gemeente bestaande uit de plaatsjes Delouze en Rosières-en-Blois in het Franse departement Meuse (regio Grand Est) en telt 135 inwoners (1999).
De gemeente maakt deel uit van het arrondissement Commercy en sinds maart 2015 van het kanton Ligny-en-Barrois. Daarvoor hoorde het bij het toen opgeheven kanton Gondrecourt-le-Château.

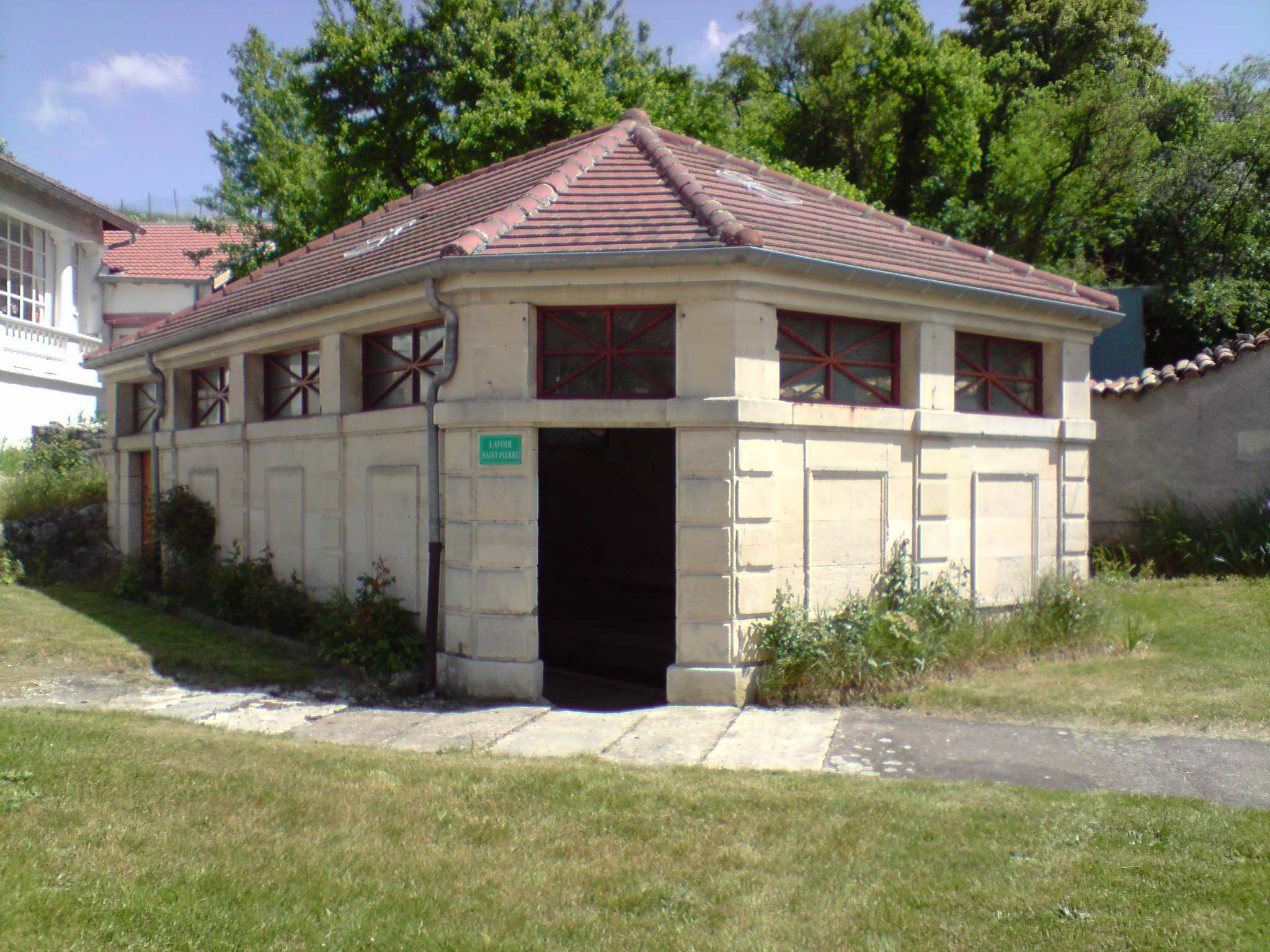
Wasplaats in Delouze
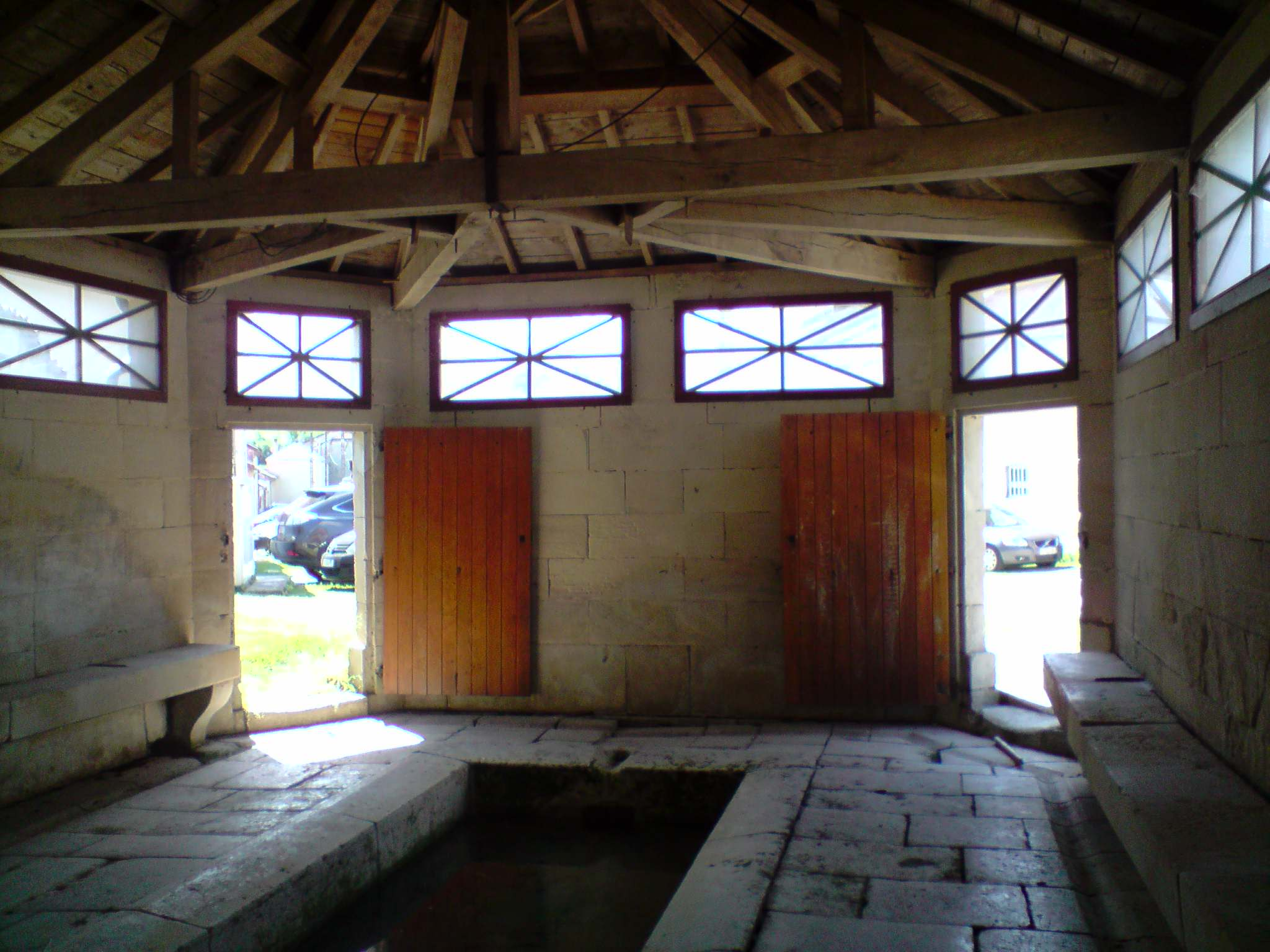
Interieur van de wasplaats

## Geografie
De oppervlakte van Delouze-Rosières bedraagt 14,8 km², de bevolkingsdichtheid is 9,1 inwoners per km².
De onderstaande kaart toont de ligging van Delouze-Rosières met de belangrijkste infrastructuur en aangrenzende gemeenten.

## Demografie
Onderstaande figuur toont het verloop van het inwonertal (bron: INSEE-tellingen).

Abainville · Amanty · Badonvilliers-Gérauvilliers · Biencourt-sur-Orge · Bonnet · Le Bouchon-sur-Saulx · Brauvilliers · Bure · Chanteraine · Chassey-Beaupré · Couvertpuis · Dainville-Bertheléville · Dammarie-sur-Saulx · Delouze-Rosières · Demange-Baudignécourt · Fouchères-aux-Bois · Givrauval · Gondrecourt-le-Château · Hévilliers · Horville-en-Ornois · Houdelaincourt · Ligny-en-Barrois · Longeaux · Mandres-en-Barrois · Mauvages · Menaucourt · Ménil-sur-Saulx · Montiers-sur-Saulx · Morley · Naix-aux-Forges · Nantois · Ribeaucourt · Les Roises · Saint-Amand-sur-Ornain · Saint-Joire · Tréveray · Vaudeville-le-Haut · Villers-le-Sec · Vouthon-Bas · Vouthon-Haut
1. ↑  Populations de référence 2022.